# Erwin Bechtold
Erwin Bechtold (Colonia, 12 de abril de 1925-Santa Eulalia del Río, 2 de septiembre de 2022) fue un pintor e interiorista alemán.

## Biografía
Obtuvo en Colonia el diploma de maestro cajista e impresor. Durante su periodo como aprendiz realizó unos breves estudios en las escuelas de oficios de Colonia, con Friedich Vordemberge. Por iniciativa de este expuso por primera vez. En 1950 se trasladó a París, donde trabajó con Fernand Léger para después mudarse a Barcelona, donde entró en contacto con los miembros del grupo Dau al Set y los miembros del grupo madrileño El Paso. En 1954 descubrió la isla de Ibiza, donde se estableció en 1958.

## Trayectoria
Su tarea como interiorista se ha orientado hacia espacios públicos y trabajos de arquitectura interior. Desde el informalismo hasta la austeridad de las variaciones del ángulo encima de una superficie plana, su obra ha recorrido un largo camino por el arte contemporáneo. Después de pasar una temporada en Berlín, donde entró en contacto con artistas alemanes de su generación, en 1959 fue uno de los fundadores del Grupo Ibiza 59 y empezó a participar en exposiciones colectivas e individuales en El Corsario. Después de una época de formas sensuales sobre grandes superficies blancas, en 1966 empezaron a aparecer los primeros indicios geométricos. De esta época data la serie Finger singer.
Aspectos importantes para su evolución artística fueron la prolongada estancia en Berlín en 1957, así como la temporada pasada en Inglaterra en 1966, donde trabajó en varias academias de arte como profesor invitado. En 1968 expuso en la Documenta de Kassel. En 1974 obtuvo el primer premio de la VI Bienal Internacional de Arte de Ibiza. En 1974 inició las series sobre el tema margen-perturbación de la forma básica, seguidas el 1987 por la serie sobre el tema ángulo/superficie/espacio, que ha continuado hasta hoy. El mayor de sus trabajos integrados, las cuatro fachadas del museo Reiis-Engelhorn en Mannheim, fue acabado en 1988.
Entre los reconocimientos que ha recibido, destacan el premio FAD de interiorismo del año 1961, el premio Miró de 1973, el de Profesor Honorario por su obra vital en Alemania, el premio Islas Pitiusas en Ibiza y el homenaje al artista en Arte Barcelona 1999. En 2006 recibió el premio Ramon Llull, en 2010 la medalla FAD honorífica, y en 2011 recibió el premio Xam de Artes Plásticas en homenaje a Pedro Quetglas Ferrer "Xam".

## Fallecimiento
Erwin Bechthold fallece el 2 de septiembre en Santa Eulalia del Río en Ibiza.